# Carlo Carlevaris
Carlo Carlevaris (Cardè, 16 aprile 1926 – Torino, 2 luglio 2018) è stato un presbitero italiano.

## Biografia
Carlo Carlevaris è stato uno dei primi preti operai italiani.
Ordinato sacerdote nel 1950 fu per un breve tempo viceparroco di Beinasco. Dopo l'esperienza come cappellano di fabbrica, durata dieci anni (dal 1952 al 1962), avvenuta su sollecitazione di don Esterino Bosco, decise di diventare prete operaio (il primo a Torino) dopo essere stato licenziato, come cappellano, dagli stabilimenti FIAT di Torino nel 1962 perché giudicato non funzionale alla politica dell'azienda e si impegnò per venti anni in fabbrica come operaio, militante sindacale nella Cisl, dal ‘67 all'86.
Nonostante l'iniziale diffidenza da parte di alcuni attivisti del movimento operaio legati ad una rigida concezione del marxismo Carlevaris giudicò in modo positivo la propria esperienza di fabbrica. Nel 1967, a seguito di un suo appello agli studenti del Seminario di Rivoli, molti chierici iniziarono a lavorare in fabbrica; Carlevaris si occupò anche del rilancio della Gioc, di cui diventò assistente nazionale.
In buon rapporto con il cardinale Michele Pellegrino, è stato l'autore dello scritto da cui ebbe inizio l'elaborazione della lettera pastorale "Camminare insieme" (8 dicembre 1971). La collaborazione intellettuale e l'amicizia tra i due durò ancora a lungo dopo la pubblicazione del documento.
L'esperienza di Carlevaris come prete operaio si concluse nel 1986.
Dopo il ritiro dall'attività Carlevaris rimase sempre presente nella vita religiosa torinese: nel 2005 espresse pubblicamente la sua opinione contraria alla costruzione della Chiesa del Santo Volto, pronunciandosi contro l'opportunità di stanziare 12 milioni di euro per una costruzione del genere, essendoci a Torino situazioni di povertà a cui questo denaro poteva essere rivolto. Il sacerdote espose le sue tesi pubblicamente, con articoli sul settimanale diocesano La Voce del Popolo e lettere nella rubrica Specchio dei tempi de La Stampa; l'opinione favorevole alla costruzione venne invece rappresentata da don Giuseppe Trucco, anch'egli ex prete operaio, che in seguito divenne il primo parroco del Santo Volto.

### Testi di Carlo Carlevaris
- Carlo Carlevaris, Progetto di Dio, lavoro dell'uomo, Rimini, Edizioni Solidarieta, 1991.
- Carlo Carlevaris, Può nascere oggi la Chiesa nella classe operaia?, Torino, ACLI, 1972.
- Michele Pellegrino (a cura di Carlo Carlevaris), Camminare insieme: rilettura ed attualizzazione, Fossano, Esperienze, 1993.

### Testi su Carlo Carlevaris
- Barbara Bertini & Stefano Casadio, Clero e industria a Torino: ricerca sui rapporti tra clero e masse operaie nella capitale dell'auto dal 1943 al 1948, Milano, FrancoAngeli, 1979.
- Marta Margotti, Lavoro manuale e spiritualità. L'itinerario dei preti operai, Roma, Edizioni Studium, 2001.
- Marta Margotti, La fabbrica dei cattolici. Chiesa, industria e organizzazioni operaie a Torino (1948-1965), Torino, Angolo Manzoni, 2012.
- Marco Sambruna, I preti operai in Italia, Intermedia Edizioni, 2015.
- Vito Vita, Chiesa e mondo operaio a Torino 1943-1948, Cantalupa, Effatà, 2003.